# Bumiputera
Le terme Bumiputera ou Bumiputra (« fils de la terre/du sol » en malais) désigne les habitants autochtones de la Malaisie, par opposition aux allochtones que sont notamment les Malaisiens d'origines chinoise et indienne. Il comprend officiellement les Orang Asli (populations aborigènes de la péninsule de Malacca), les Malais et les autochtones de Sabah et Sarawak. Les Malaisiens originaires d'Indonésie, quelle qu'en soit la région, sont assimilés aux Malais s'ils sont de religion musulmane.
Les Bumiputera sont les bénéficiaires, depuis le lancement de la NEP (Malaysian New Economic Policy (en)) en 1970, d'un ensemble de politiques économiques raciales.